# Century Child
Vous lisez un « bon article » labellisé en 2024.
Pour les articles homonymes, voir Century.
Albums de Nightwish
Wishmaster
(2000) Once
(2004)
Singles
1. Ever Dream
Sortie : 3 mai 2002
2. Bless the Child
Sortie : 21 juillet 2002

Century Child est le quatrième album studio du groupe de metal symphonique finlandais Nightwish, édité le 25 mai 2002 en Finlande par Spinefarm Records, dans le reste de l’Europe par Drakkar Entertainement, au Japon par Toy’s Factory et le 23 septembre 2003 aux États-Unis par Century Media.
Musicalement l’album garde des éléments du power metal symphonique d’Oceanborn (1998) et de Wishmaster (2000) bien qu'il s’oriente vers un metal symphonique plus lourd et influencé par la musique de film de compositeurs comme Hans Zimmer. Les paroles se détournent de la fantasy pour laisser place aux thèmes de l’enfance et de la perte de l’innocence. Il s’agit du premier album du groupe à intégrer un orchestre symphonique et un chœur tout en présentant Marco Hietala (Sinergy, Tarot) comme bassiste et second chanteur du groupe. L’opus est enregistré entre janvier et avril 2002 aux Caverock Studios de Kitee et aux studios Finnvox d’Helsinki. Century Child comprend également une reprise du morceau The Phantom of the Opera de Andrew Lloyd Webber.
L'opus est promu par le biais de deux singles : Ever Dream, qui sort le 3 mai 2002, et Bless the Child, qui sort le 21 juillet 2002 accompagné d’un clip vidéo. Century Child reçoit un disque d'or en Finlande le jour de sa sortie avant de devenir double disque de platine en 2003. Il est également le deuxième album le plus vendu dans son pays natal en 2002, avec 60 000 exemplaires. En 2007, Century Child s'est écoulé à plus de 80 000 exemplaires rien qu'en Finlande et à plus de 350 000 exemplaires dans le monde entier, entre 2002 et 2003.

## Contexte

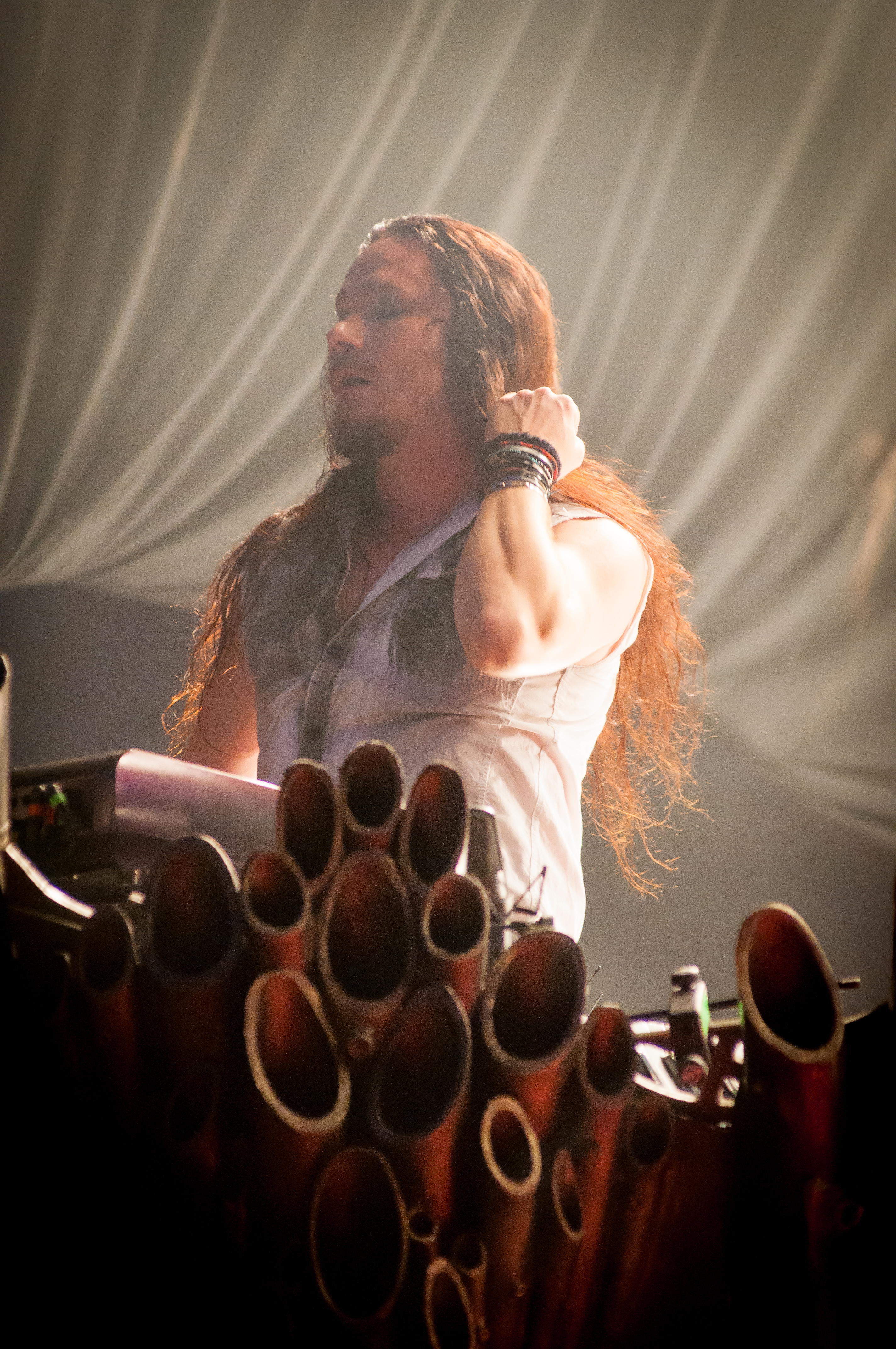
Tuomas Holopainen principal auteur-compositeur et parolier du groupe.

En 1998 et 2000, Nightwish, jeune formation de metal finlandais composée de Tarja Turunen au chant, Emppu Vuorinen à la guitare, Jukka Nevalainen à la batterie, Sami Vänskä à la basse et menée par le claviériste et auteur-compositeur Tuomas Holopainen, publie respectivement les albums Oceanborn et Wishmaster. Ces deux opus, qui combinent un power metal symphonique avec une voix de soprano lyrique,, et les singles les promouvant, permettent au groupe de décrocher plusieurs disques d’or dans son pays natal et de se faire un nom sur la scène metal européenne,. Lors du Wishmaster World Tour, qui a lieu entre mai 2000 et septembre 2001, la formation se produit dans d’autres endroits du monde comme l’Amérique du Sud, le Canada ou la Corée du Sud, augmentant ainsi sa popularité,.
Cependant de nombreux problèmes apparaissent entre les membres lors de cette tournée. Sami Vänskä ne montre plus aucune motivation à jouer avec le groupe et ne respecte pas les décisions établies au sein de Nightwish,. Emppu Vuorinen a du mal à « se cantonner au rôle qui était le sien au sein la formation » et à réaliser ses ambitions en se limitant à suivre les directives d’Holopainen. Tarja Turunen, de son côté, se rapproche de plus en plus de Marcelo Cabuli, un homme d’affaires argentin, tour manager de Nightwish en Amérique du Sud, qui devient son mari et manager en 2002 ainsi que l’un des facteurs de son renvoi en 2005,, qui réduit la communication entre la chanteuse et les autres membres du groupe. Afin de remédier à certains problèmes, Turunen, Cabuli et Holopainen se réunissent et décident de raccourcir les tournées et d’améliorer les conditions de vie lors de celles-ci. Mais d’autres problèmes apparaissant font qu’à la fin du Wishmaster World Tour, Tuomas Holopainen annonce la fin de Nightwish sur leur site officiel,.
Après avoir pris du recul, le claviériste revient sur sa décision et décide de tout reprendre en main. Il demande à Ewo Pohjola de devenir leur manager et décide que Vänskä doit quitter le groupe, car il ne pourrait plus travailler avec celui-ci à la suite de son manque d'investissement,,. Vänskä est remplacé peu de temps après par le bassiste et chanteur Marco Hietala (Tarot, Sinergy),. Avec l’arrivée de ce nouveau membre, Holopainen et les autres membres de la formation se sont « sentis plus que jamais comme un vrai groupe ». Puis, peu de temps avant les enregistrements de Century Child, Turunen annonce à ses collègues que ce quatrième album serait son dernier chez Nightwish et que sa carrière solo en tant que chanteuse lyrique serait sa priorité.

## Caractéristiques

### Écriture et composition

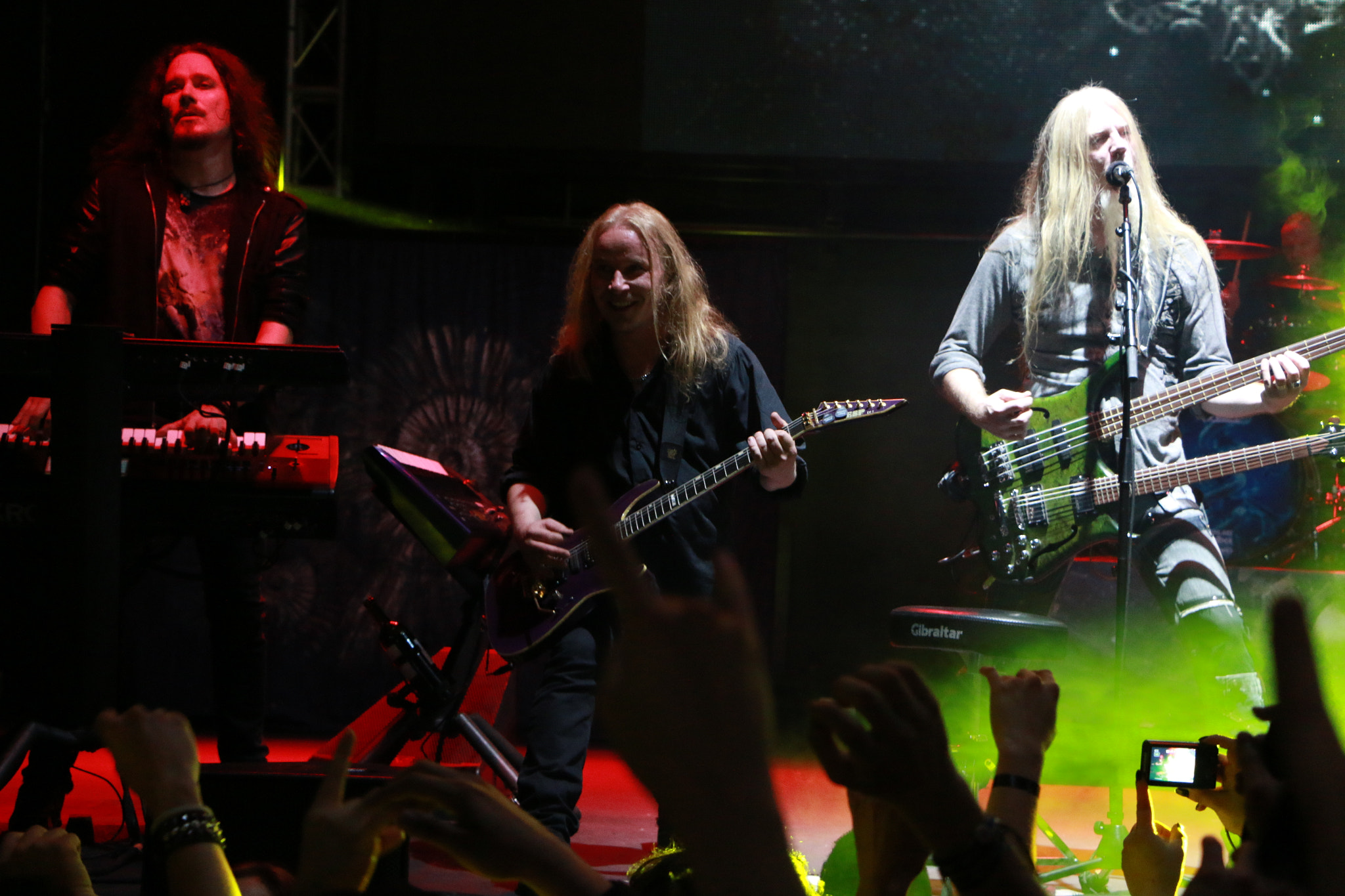
Tuomas Holopainen (gauche), Emppu Vuorinen (au centre) et Marco Hietala (droite) participent tout les trois au processus de composition de l'album.

Une grande partie des chansons sont écrites par Tuomas Holopainen, principal auteur-compositeur du groupe, pendant le Wishmaster World Tour, à l’exception de The Phantom of the Opera écrite par Charles Hart et Richard Stilgoe. Pour cet album, le claviériste révèle que les textes écrits représentent sa « propre vie » : « [J’ai] atteint ma propre extrémité par mes paroles. En fait, les paroles reflètent ma vie au cours de l'année écoulée [2001]. Toutes les pensées négatives que j'ai eues dans mon esprit, etc. Je n'ai jamais été aussi énervé, et ça se voit vraiment dans mes paroles ». Écrire les chansons a donc été pour lui plus difficile que d’ordinaire : « J’ai dû adoucir certaines parties de mes paroles, parce que je ne peux pas utiliser des phrases trop extrêmes pour les paroles de Nightwish » ; les morceaux décrivent en effet « des émotions très fortes — de l’anxiété, du désespoir ». Nightwish est pour Holopeinen « une sorte de journal intime » : « C’est le journal de ma vie »,,.

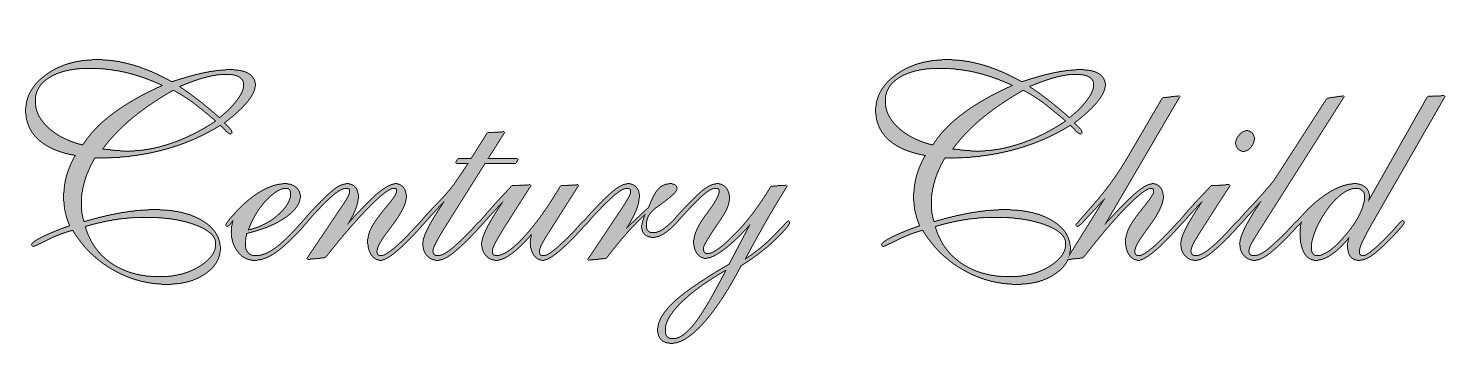
Logo de l'album.

La musique de Century Child est composée en grande partie par Tuomas Holopainen à l’exception de Slaying The Dreamer et One More Night To Live qui sont écrites avec Emppu Vuorinen. Le morceau Long Lost Love est entièrement mis en musique par Marco Hietala,. À propos du nouveau bassiste, Holopainen déclare qu’il « a apporté au groupe une renaissance musicale et spirituelle totale » et qu'il est certain « qu’il y aura sa marque dans [leur] futur matériel ». Le morceau The Phantom of the Opera est composé par Andrew Lloyd Webber. Tarja Turunen a participé à l’écriture de certaines de ses parties vocales et de chœurs même si elle ne souhaite pas « interférer avec le style d'écriture de Tuomas » qui, selon elle, « est l'âme de Nightwish ». Celle-ci explique que son travail au sein du groupe « consiste à arranger les mélodies avec les textes » et qu’en fonction de la démo elle détermine « si c’est un gros machin mélodramatique ou si [la chanson] nécessite une interprétation plus douce »,. Les réarrangements des morceaux sont réalisés par les garçons du groupe après avoir enregistré et écouté les démos.

### Enregistrement

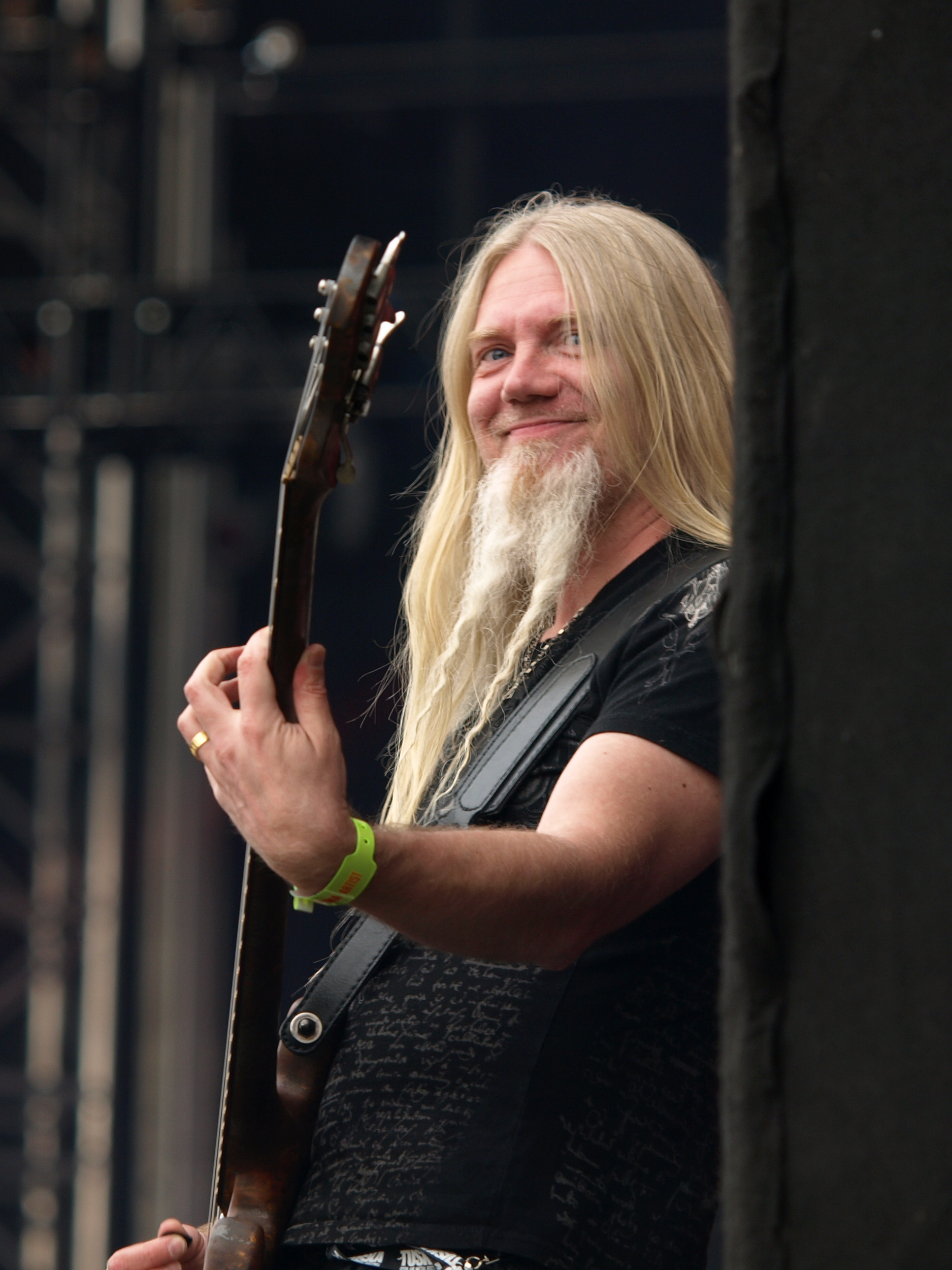
Marco Hietala, nouveau bassiste et second chanteur du groupe, apporte beaucoup de professionnalisme à la formation.

L’enregistrement de Century Child débute le 11 janvier 2002 au Caverock Studios. Le groupe annonce le 19 janvier avoir terminé les parties de batterie à Kitee, et que les enregistrements des autres instruments se poursuivaient là-bas jusqu’en mars, quand le groupe irait enregistrer les voix aux studios Finnvox, déjà utilisés dans le passé pour enregistrer le single Sleeping Sun et l’album Wishmaster,.
Les séances sont décrites comme « assez calmes » par Jukka Nevalainen malgré les tensions apparues lors du Wishmaster World Tour. Le batteur explique que cette tranquillité est due au fait qu'au lieu de se précipiter en studio le groupe a commencé par enregistrer « une vraie démo », car Nightwish intègre pour cet album un orchestre ainsi qu'un chœur et il fallait d’abord « obtenir le meilleur effet ». Nevalainen explique : « pour Tuomas, ça n’a pas été un album facile, pour moi, ça a été le plus aisé de tous » ; ayant en effet déjà travaillé dans ce « studio à la pointe de la technologie », le batteur n’est pas trop stressé et sait à quoi s’attendre. Emppu Vuorinen, le guitariste du groupe, déclare avoir grandement apprécié les séances d’enregistrements pour Century Child car pendant deux semaines et demie il a pu enregistrer seul ses parties. Le guitariste explique que « Tuomas venait le soir et commentait » ce qu'il avait enregistré et que le groupe a eu le contrôle total sur les chansons sans que le label ne s’immisce dans les enregistrements. Au cours des sessions d’enregistrements, les membres du groupe ont trouvé que Marco Hietala a apporté beaucoup de professionnalisme, leur permettant de ne plus avoir « besoin de forcer qui que ce soit à mieux faire son boulot ». Hietala, de son côté, déclare avoir apprécié « le fait que tout le monde faisait de son mieux », lui permettant ainsi d'avoir de bonnes bases sur lesquelles de reposer. À la suite de ses études à l'Université de musique de Karlsruhe, Tarja Turunen répète les morceaux en Allemagne avant de venir enregistrer ses parties aux studios Finnvox pendant deux semaines. Elle explique avoir eu du mal à chanter les chansons : « Les lignes vocales sont très graves par rapport à mes standards. J'ai eu du mal à garder ma voix grave. […] Mais après les enregistrements, j'ai été surprise de voir à quel point il était facile pour moi de chanter de cette manière ». La chanteuse explique aussi être entrée en studio avec une sinusite et que certains morceaux comme Ocean Soul sont « une horreur à réécouter aujourd’hui ».
Century Child est aussi le premier album du groupe à intégrer un orchestre, ici le Joensuu City Orchestra sur cinq titres (Bless the Child, Ever Dream, Forever Yours, Feel For You, Beauty Of The Beast,,. Holopainen explique que ces sessions d'enregistrements se sont très bien passés et précise : « cette expérience avec l'orchestre était quelque chose que j'ai toujours voulu faire. Les chansons de Nightwish sont très orchestrales, avec des chœurs et tout le reste. J'ai toujours utilisé les claviers pour créer cette atmosphère et cette fois, j'ai voulu voir ce que cela donnerait avec un véritable orchestre. Ce fut une excellente surprise : l'orchestre a fait du très bon travail et s'est très bien accordé avec le groupe ». L’album se caractérise aussi par la seconde participation de Sam Hardwick, qui est déjà apparu sur Dead Boy’s Poem de Wishmaster, dont la voix à muri en deux ans, et qui s’occupe des récitatifs sur Bless the Child et Beauty Of The Beast,.
Pour le mixage final de l’album le groupe fait de nouveau appel à Mikko Karmilla, avec qui ils ont travaillé sur Oceanborn et Wishmaster. Pour Century Child, Karmilla explique : « Accoupler un orchestre à cordes acoustique avec le son d’un groupe de metal a généré des problèmes au niveau sonore, mais nous sommes parvenus à tous les surmonter ». Nightwish recontacte aussi l’ingénieur responsable de la mastérisation de leurs trois premiers albums : Mika Jussila,.

### Style musical et informations sur les pistes
Century Child continue sur la lignée du power metal symphonique développé par Nightwish depuis Oceanborn (1998) mais celui-ci se distingue de ses prédécesseurs par un son plus « heavy » avec « les guitares et la basse [amenées] au premier plan dans le mix », bien que les sons de claviers et de l’orchestre soient tout aussi présents,. Le jeu de basse de Marco Hietala, qui est décrit par Holopainen comme « absolument terrifiant », a également conduit à ces nouveaux changements musicaux,. L’opus est également marqué par l’influence des musiques de film sur Tuomas Holopainen,,. Celui-ci explique avoir eu l’« idée que chaque chanson serait la bande-son d’une histoire » ce qui donne une combinaison entre « de la musique cinématographique avec du metal brut ». L’influence de Hans Zimmer est aussi très présente, au point où le claviériste déclare que si celui-ci entendait l’album il pourrait lui faire un « procès ». Certains titres comme Bless the Child ou Ever Dream sont caractérisés par des motifs rythmiques répétés joués par les claviers. L’emploi d’un véritable orchestre sur Century Child « apporte sa contribution et prend le pas sur le jeu au clavier dans quelques chansons » apportant ainsi un son « plus naturel que les sons modélisés des claviers, ils apportent aussi une puissance supplémentaire » et un caractère plus épique aux chansons. Selon Eduardo Rivadavia d'Allmusic, la musique de Century Child est agrémentée de sonorité « pop » qui peut rendre l’album plus accessible. D'après Mappe Ollila, rédacteur de la biographie du groupe, « Century Child représente un pas de géant vers un son encore plus grandiose [qu’Oceanborn et Wishmaster], offrant un Nightwish plus cinématique, plus lourd et plus tranchant ».
Ce quatrième album marque aussi l’évolution musicale de Nightwish par des changements au niveau du chant. Tuomas Holopainen avait écrit plusieurs chansons pour l'opus avec l’idée de parties chantées par un homme, Tony Kakko de Sonata Artica étant envisagé jusqu'à l'arrivée de Hietala. La voix de Marco Hietala, décrite comme beaucoup plus « metal » et « heavy », permet de réaliser un contraste avec la voix lyrique de Tarja Turunen sur les morceaux Dead To The World, Ever Dream, Slaying The Dreamer, Feel For You, The Phantom of the Opera et Beauty Of The Beast, bien que qu’il soit moins présent qu'elle,. D’autres changement s’opèrent dans la façon de chanter de Turunen qui, à la suite d’une demande d’Holopainen, expérimente une voix plus pop rock déjà présente sur l’EP Over the Hills and Far Away,. La chanteuse déclare : « pour la première fois, je me suis éloignée stylistiquement de la façon dont je m’étais habituée à chanter les chansons de Tuomas dans Nightwish » car les chansons le demandaient.
Bien que Century Child ne soit pas un album-concept, un fil conducteur traverse toutes les chansons,. Holopainen déclare qu’après avoir écrit la moitié des chansons il a « réalisé que toutes les paroles — même au niveau des titres — touchaient aux mêmes thèmes : l’enfance, l’innocence, et spécialement la perte de l’innocence »,. La religion et la figure du Christ sont très présentes dans les textes de l'album.

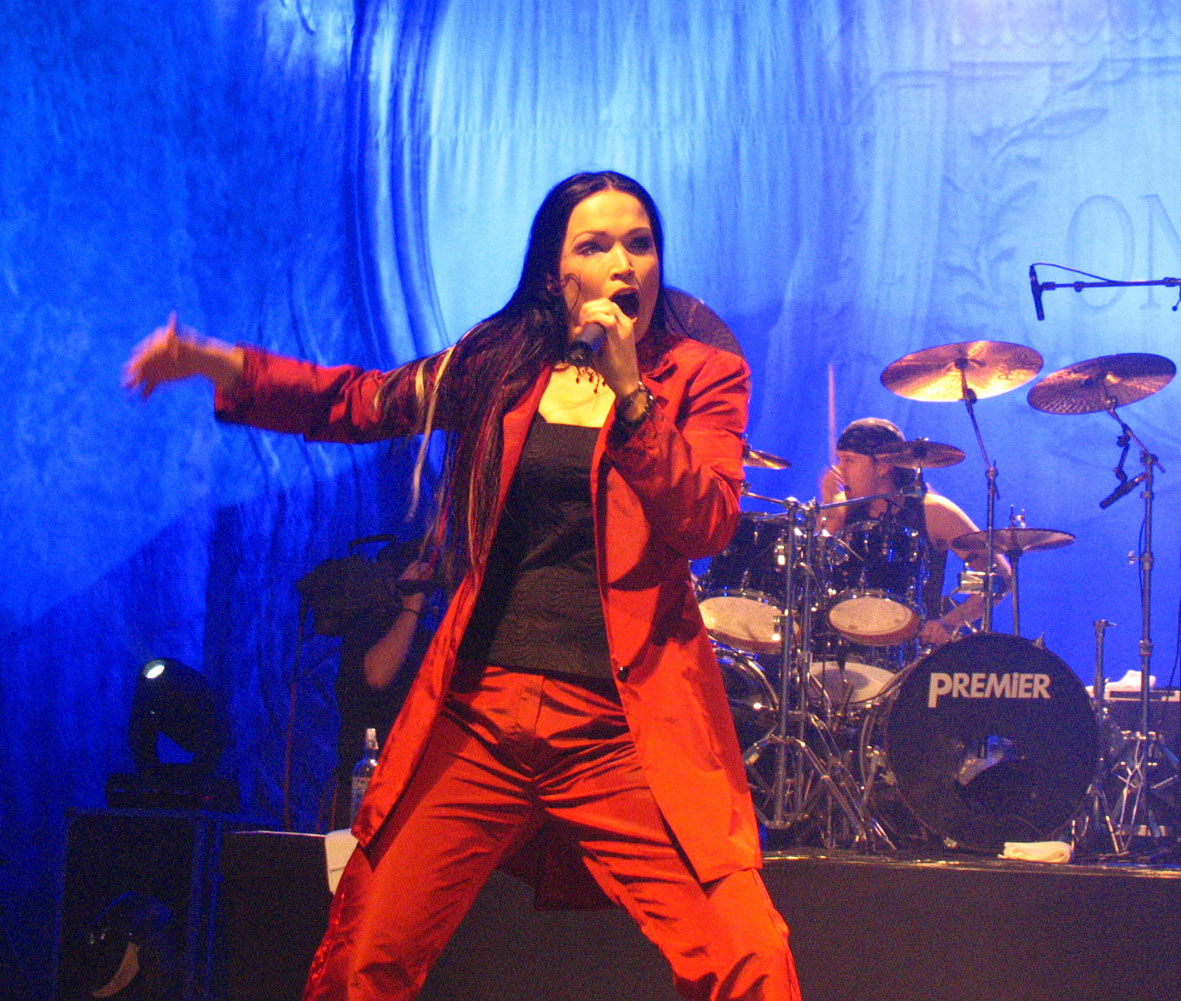
Sur Century Child, Tarja Turunen utilise une voix moins lyrique que sur les précédents albums.

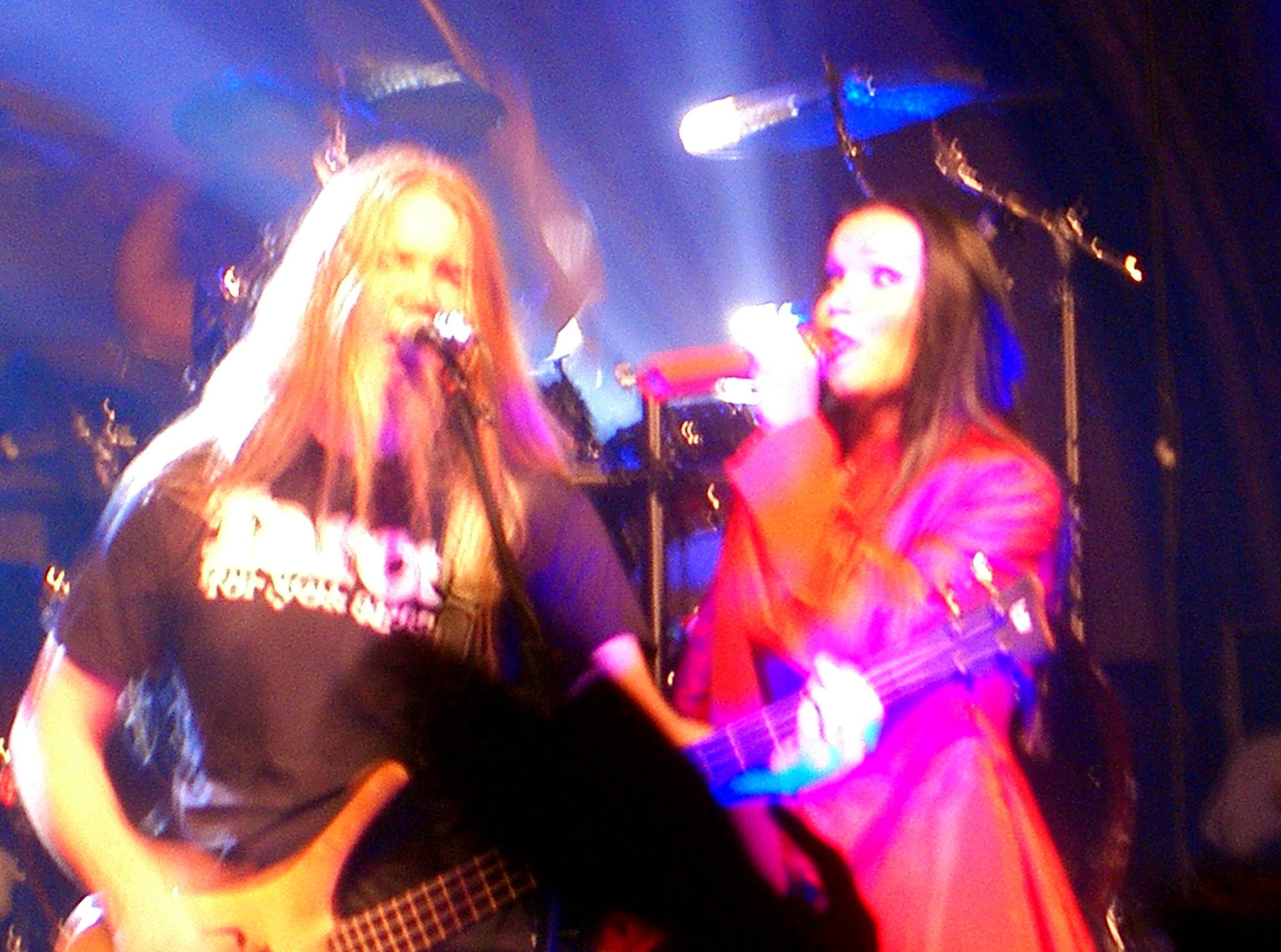
L'album est marqué par plusieurs duos entre Marco Hietala (gauche) et Tarja Turunen (droite).

Bless the Child est le premier morceau écrit pour l’album. Holopainen déclare avoir su d’avance qu’il s’agissait du morceau d’ouverture car « les paroles donnent une bonne indication de ce qu’est le thème principal de l’album ». Il ajoute que l’on peut entendre facilement l’influence de Hans Zimmer (notamment avec la BO du film Gladiator) et que Sam Hardwick, dont la voix a pris en maturité, est revenu pour faire les récitatifs,,. Les paroles évoquent « la nature éphémère de la vie et le désir de se souvenir [de quelqu’un] après la mort » ainsi qu’une « déploration de la perte de l’innocence ». Les récitatifs de début et de fin « renforcent l'idée que la vie est brève et que l'espoir et l'innocence sont éphémères. La protagoniste encourage l'auditeur à se souvenir de lui, car sans l'innocence, la croix n’est que du fer, et l'espoir n'est rien d'autre qu'une illusion ». End Of All Hope aurait pu s’appeler Hopeless in the Dead Bed selon le claviériste. La chanson parle du fait que l’espoir est la seule chose à laquelle nous pouvons nous raccrocher même si tout va mal,. Le protagoniste se tourne vers le Christ afin de le supplier mais celui-ci ne vient pas à sa rescousse. Dead To The World, qui marque le premier duo entre Tarja et Marco, explore « le concept de l'innocence perdue et la lutte pour la retrouver dans un monde plein de douleur et de souffrance » et de garder les « innocents » saufs. Les paroles traitent aussi de la foi et du fait que « le Sauveur est venu réconforter les opprimés et sauver le monde entier, mais il ne se penche jamais sur la souffrance de l'individu ».
Ever Dream, premier single de l’album, est considéré comme la seule chanson qui « au niveau des paroles ne colle pas au thème général »,. La chanson parle des sentiments amoureux où le protagoniste « rêve d'une beauté inaccessible et supplie sa bien-aimée de répondre au moins une fois à son appel ». Il est « aussi le titre le plus dans le style de Nightwish ». Le morceau suivant, Slaying The Dreamer, est marqué par un son plus lourd avec les voix de Tarja Turunen et Marco Hietala chantant de manière agressive. Holopainen explique avoir écrit les paroles à cinq heures du matin après une soirée où des amis de Tarja sont venus le critiquer sur sa personnalité et comment il traitait la chanteuse,. Cela l’a amené à vouloir dire à ce genre de personne ce qu’il pensait d’elle. Forever Yours est un morceau mélancolique et orchestral qui selon le claviériste s’inscrit « dans la lignée de Titanic ». Le titre Ocean Soul est décrit comme « quelque chose de profond et qui fait partie de moi » par Holopainen et traite de quelqu’un qui « accepte, bien qu'avec beaucoup de regret, qu'il restera à jamais incompris et seul ».
Feel For You est un morceau « très puissant et très expressif » et dont les arrangements ont changé « 66 fois durant le processus d’enregistrement ». Les paroles visent « l’objet d’amour » en faisant des références au Cantique des cantiques et à la Bible. Elles explorent aussi le « désir sexuel. La belle cesse d'être idéalisée, se révèle être une femme « en chair et en os » et, dans un sens, reprend même le rôle de la femme fatale romantique ». The Phantom of the Opera est une reprise du thème principal de la comédie musical du même nom d’Andrew Lloyd Webber. Il s’agit du deuxième titre de l’album où Marco Hietala, interprétant Erik, et Tarja Turunen, interprétant Christine, chantent en duo avec des rôles distincts. Conscient de ne pas avoir les capacités vocales pour chanter le morceau, Hietala s’est tournée sur une interprétation plus rock et théâtrale.
Beauty Of The Beast est décrite comme « la chanson la plus ambitieuse de l’album »,. Elle a nécessité « 140 pistes » et le processus d’enregistrement a été qualifié d’« interminable »,. Les paroles du morceau contiennent tous les thèmes abordés dans l’album : « l'amour ancien, le départ de la maison familiale, la perte de la foi et la naïveté de l'enfance » avec l’idée que « la souffrance et les rêves inassouvis sont la seule source d'inspiration légitime pour la musique et la poésie ». La chanson « termine ce que Bless the Child avait commencé » avec un récitatif narré par Sam Hardwick,.

## Lancement et réception

### Lancement et promotion
| Vidéos externes | |
|                 | Clip vidéo de Bless The Child sur la chaîne YouTube de Nightwish.                                                  |
|                 | Clip vidéo de End Of All Hope comprenant des extraits du film The Book of Fate sur la chaîne YouTube de Nightwish. |

Century Child sort le 25 mai 2002 chez Spinefarm Records en Finlande, chez Drakkar Entertainment en Europe, par Toy’s Factory au Japon et le 23 septembre 2003 aux États-Unis par Century Media Records. Nightwish rencontre à la sortie de l’opus quelques problèmes avec la société de disque française XIIIbis qui publie l’album « prématurément, sans permissions et avec un livret incomplet ». Riku Pääkkönen, le PDG de Spinefarm, fit pression sur la société française afin qu’elle leur verse le double des royalties pour éviter de leur lancer un procès. Spinefarm Records sort une édition spéciale de l'album en deux CD en 2002. Elle comprend une pochette avec les signatures des membres du groupe, ainsi qu'un CD vidéo contenant le clip de leur reprise de Over the Hills and Far Away de Gary Moore. De plus, le livret contient un code d'identification qui permet à son détenteur de télécharger l'intégralité de l'album et trois titres supplémentaires sur Internet pour une durée limitée. Les titres bonus sont Nightwish, The Forever Moments et Etiäinen, tous issus de la première démo du groupe datant de 1996.
Le jour de la parution de Century Child, Nightwish réalise une fête de lancement dans une montgolfière, avec le groupe et quelques journalistes à bord, au-dessus du parc d’attractions de Linnanmäki à Helsinki. L’album atteint la 1re place des classements finlandais et devient disque d’or en à peine deux heures,, dix jours plus tard il obtient un disque de platine dans son pays natal avec 30 000 exemplaires vendus,,. L’album est également le deuxième album le plus vendu en Finlande de l’année 2002 et devient en 2003 double disque de platine,. L'opus se classe également en 5e place des charts allemands,, où il devient aussi disque d’or, en 15e place des charts autrichiens,, en 19e place des charts norvégiens, en 32e place des charts français, en 39e place des charts suédois, en 41e place des charts néerlandais et 50e place des charts suisses,. En 2003, Nightwish est désigné « Meilleur Groupe de rock finlandais » par le magazine Soundi, reçoit les prix d'« Artiste finlandais de l’année » et l’« Emma Export » (prix décerné aux artistes ayant le plus vendu à l’étranger l’année précédente) lors des Emma Awards d’Helsinki,. En 2022, l’opus revient dans les classements finlandais en occupant la 3e place. Actuellement, Century Child s'est vendu dans son pays natal à plus de 80 000 exemplaires, et à plus de 250 000 exemplaires entre 2002 et 2003 dans le monde entier,.
Ce nouvel album est promu par le biais de deux singles : Ever Dream est publié comme premier single, sans clip vidéo le 3 mai 2002. Le morceau atteint la 1re place des charts finlandais le jour de sa sortie et devient disque d’or deux jours plus tard, avant de décrocher un disque de platine plus tard dans l’année,,,,. Bless the Child sort le 21 juillet 2002 accompagné d’un clip vidéo présentant tous les membres du groupe. Ce deuxième single arrive également à la première place des charts finlandais et obtient un disque d’or,,. Il devient disque de platine en 2006. Nightwish et Century Child connaissent un petit coup de pub après que la chanson End Of All Hope a été utilisée comme bande originale du film indépendant finlandais The Book of Fate (2003),.

### Réception
À sa sortie Century Child est très bien accueilli par les critiques et établit Nightwish dans les leaders de la scène metal finlandaise. Le magazine Soundi déclare qu’avec ce quatrième album Nightwish « risque de faire passer tous les albums précédents pour des enregistrements de répétition » car les chansons de l'opus « bénéficient clairement de meilleurs arrangements » et sont « interprétées avec plus de tranchant ». Le magazine loue également la qualité du duo Turunen/Hietala qui crée un « dialogue incroyablement fascinant ». Century Child est élu album de l’année par les magazines Orkus, Rock Hard et Powerplay.
Sur internet, l’album reçoit également de bonnes critiques. Eduardo Rivadavia, critique d’Allmusic, explique que l’album a « judicieusement repris les caractéristiques gagnantes de ses prédécesseurs : un power metal aux accents symphoniques agrémenté de sensibilités pop accessibles ». Le critique déclare que « les fans de heavy metal plus agressif le trouveront peut-être trop sucré, mais ceux qui ont une affinité pour le rock et la pop pure et dure le dévoreront et en redemanderont ». The Metal Observer note que « le chant de Marco Hietala apporte une dimension totalement nouvelle au son » et contraste bien avec la voix de Turunen. Sputnikmusic déclare que Century Child est un « album de transition » car il suit la voie du power metal des deux précédents albums mais ajoute beaucoup plus d’éléments symphoniques. Selon le critique, « Nightwish essaye de manger dans deux assiettes, et ça ne marche pas vraiment à [s]on avis. Cela rend certaines chansons légèrement ennuyeuses et inintéressantes ».
Clémentine Delauney de Visions of Atlantis explique que l'univers de l'opus a été une « révélation » pour elle au moment où elle commençait à prendre des cours de chant lyrique,,. Nicole Bogner, la première chanteuse de Visions of Atlantis, explique que son groupe s'est beaucoup inspiré de la musique de Wishmaster pour leurs premiers albums.

## World Tour of the Century

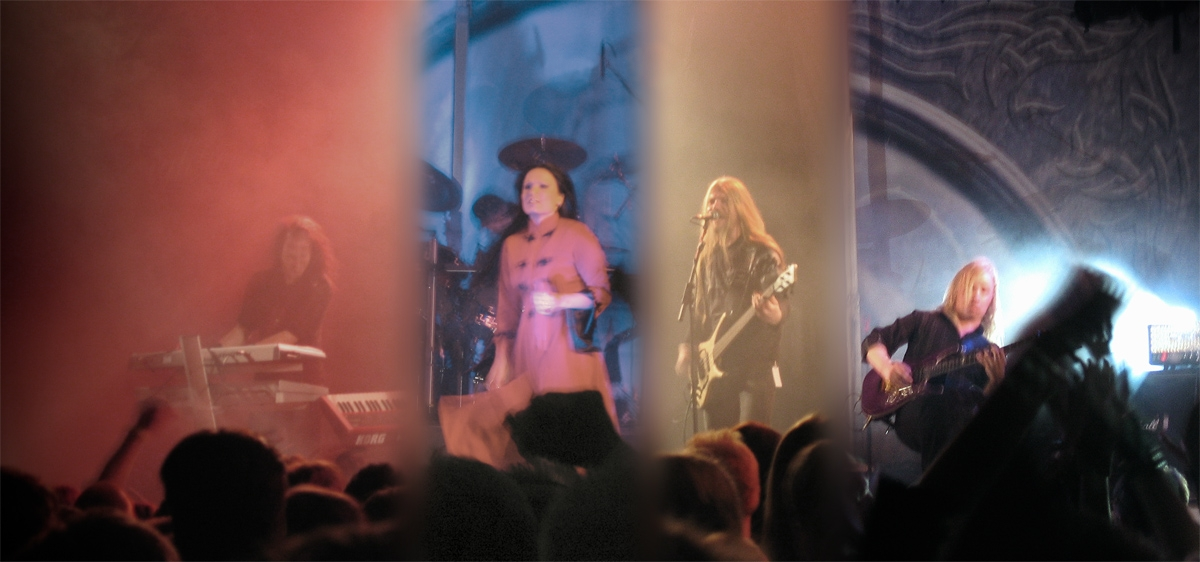
Nightwish à Kitee, en Finlande, le 22 mai 2004 lors du Once Upon a Tour.

Afin de promouvoir l’opus, Nightwish lance le World Tour of the Century le 21 juin 2002 au Himos Festival en Finlande,. Tuomas Holopainen explique que pour Century Child le groupe est conscient qu’ils ne peuvent pas tourner très longtemps à cause des études de Tarja Turunen en Allemagne. Il leur a fallu « arranger le maximum de dates dans le laps de temps dont [ils] dispos[aient], soit deux mois ». Le claviériste précise que ces deux mois ont permis au groupe de réaliser les meilleurs concerts de sa carrière et de montrer à la chanteuse qu’elle pouvait amplement gagner sa vie grâce à Nightwish. De plus, la présence de Marco Hietala a permis à la formation d’élever son niveau scénique et de réunifier le groupe sur scène tout en leur apportant de la dynamique.
Après quatre dates en Finlande et en Allemagne, la formation réalise le 15 juillet 2002 sa seconde tournée sud-américaine, jouant à guichets fermés, comprenant neuf dates les faisant tourner au Mexique, au Brésil, au Chili et en Argentine,,. Nightwish retourne jouer en Europe en août, avec After Forever en première partie, et une date en Corée du Sud,. Le groupe réalise une pause, permettant à Tarja de se consacrer à ses études et aux garçons à leurs projets parallèles, allant de mi-novembre 2002 à juin 2003, bien que deux dates aient lieu en Allemagne les 10 et 11 janvier 2003,.
Le 3 juin 2003, Nightwish démarre le Summer of Innocence, seconde tournée de soutien à Century Child, avec un concert secret complet dans un club d’Helsinki sous le pseudonyme d'End Of Innocence. Au cours du Summer of Innocence, qui compte vingt-et-une dates dans des festivals européens comme le M'era Luna ou le Bloodstock Festival, plus de 400 000 personnes ont vu Nightwish en concert,. Le groupe réalise ensuite trois dates en Amérique du Nord, marquant leurs deux premiers concerts aux États-Unis,. Au cours d’un de ces deux concerts, Holopainen invite son ami Marc Brueland, atteint d’un cancer en phase terminale — il écrira pour lui la chanson Higher Than Hope sur Once (2004) à la suite de son décès —, et lui dédie sur scène le morceau Walking In The Air,. La tournée se termine le 26 septembre en Russie.
Nightwish s’est produit dans vingt-trois pays et devant plus de 450 000 personnes au cours des deux tournées. En 2003, la formation publie le DVD End of Innocence, documentaire retraçant l’histoire du groupe et présentant des extraits vidéos de leurs concerts au Summer Breeze et à Oslo réalisé lors du World Tour of the Century,.

## Futur de l’album

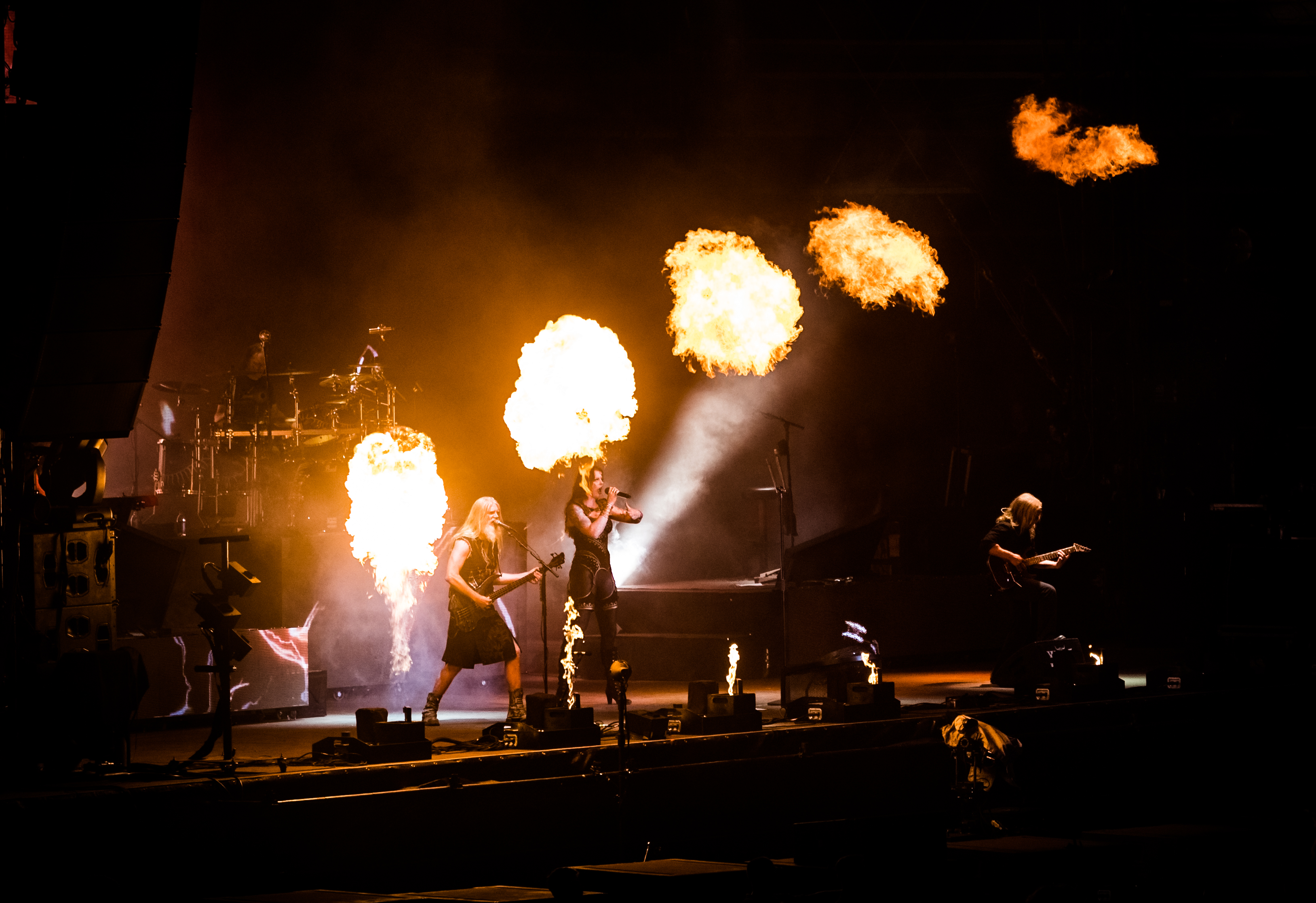
Nightwish jouant Slaying The Dreamer au Wacken Open Air en 2018.

Certaines des chansons de Century Child sont présentes dans les compilations ultérieures du groupe avec Tarja Turunen, notamment sur Bestwishes, Highest Hopes, Tales From the Elvenpath et sur Walking in the Air: The Greatest Ballads, puis sur Decades (2018), la compilation des vingt ans du groupe.
Aujourd’hui, Holopainen explique regretter ne pas avoir écrit de meilleures chansons pour Century Child car celles-ci lui déplaisent énormément. Il estime que cet « album n’a pas permis [au groupe] de passer au niveau supérieur. Artistiquement, oui, mais pas commercialement ».
Un grand nombre de chansons de l’album comme Bless the Child, Ever Dream, Dead To The World et The Phantom of the Opera sont considérées comme des classiques du groupe et sont jouées régulièrement, à l’exception de la dernière qui ne sera plus jouée après l’éviction de Turunen en 2005. Les morceaux Forever Yours, Ocean Soul et Feel For You sont, en 2024, les seuls titres de l'album à avoir été joués en live. Les deux singles de l’album sont régulièrement interprétés lors des tournées avec Anette Olzon (chanteuse du groupe de 2007 à 2012) et Floor Jansen (chanteuse depuis 2012). Lors du Decades World Tour (2018), les chansons End Of All Hope et Slaying The Dreamer sont remises au goût du jour,,. En 2022, Nightwish interprète exclusivement la chanson Phantom of the Opera avec Henk Poort comme chanteur,, Marco Hietala ayant quitté le groupe en 2021,. Tarja Turunen publie au cours de sa carrière solo plusieurs reprises des chansons de l’album : Phantom of the Opera, en duo avec Diego Valdez, sur l’album live Act I: Live in Rosario (sorti le 24 août 2012),, ainsi que les morceaux Ever Dream et Slaying The Dreamer inclus dans un medley Nightwish lors du Shadow Show et qui peut être écouté sur le CD/DVD Act II (publié le 27 juillet 2018),. La chanteuse donne plusieurs concerts avec Marco Hietala entre 2023 et 2024, où le duo interprète Dead To The World et la reprise d’Andrew Lloyd Webber,.

## Liste des titres
La première édition de Century Child contient les titres suivant :
| 1.    | Bless the Child                                                                        | 6:13  |
| 2.    | End Of All Hope                                                                        | 3:55  |
| 3.    | Dead To The World                                                                      | 4:20  |
| 4.    | Ever Dream                                                                             | 4:44  |
| 5.    | Slaying The Dreamer                                                                    | 4:33  |
| 6.    | Forever Yours                                                                          | 3:50  |
| 7.    | Ocean Soul                                                                             | 4:14  |
| 8.    | Feel For You                                                                           | 3:55  |
| 9.    | Phantom Of The Opera                                                                   | 4:12  |
| 10.   | Beauty Of The Beast - I. Long Lost Love - II. One More Night To Live - III. Christabel | 10:22 |
| 50:17 |                                                                                        |       |

Cinq titres sont ajoutés dans la version 2007 de l'album :
| No  | Titre                      | Durée |
| --- | -------------------------- | ----- |
| 11. | The Wayfarer (Titre bonus) | 3:25  |
| 12. | Lagoon (Titre bonus)       | 3:46  |
| 13. | Bless the Child (Edit)     | 4:05  |
| 14. | End Of All Hope (Live)     | 4:09  |
| 15. | Dead To The World (Live)   | 4:45  |

## Crédits

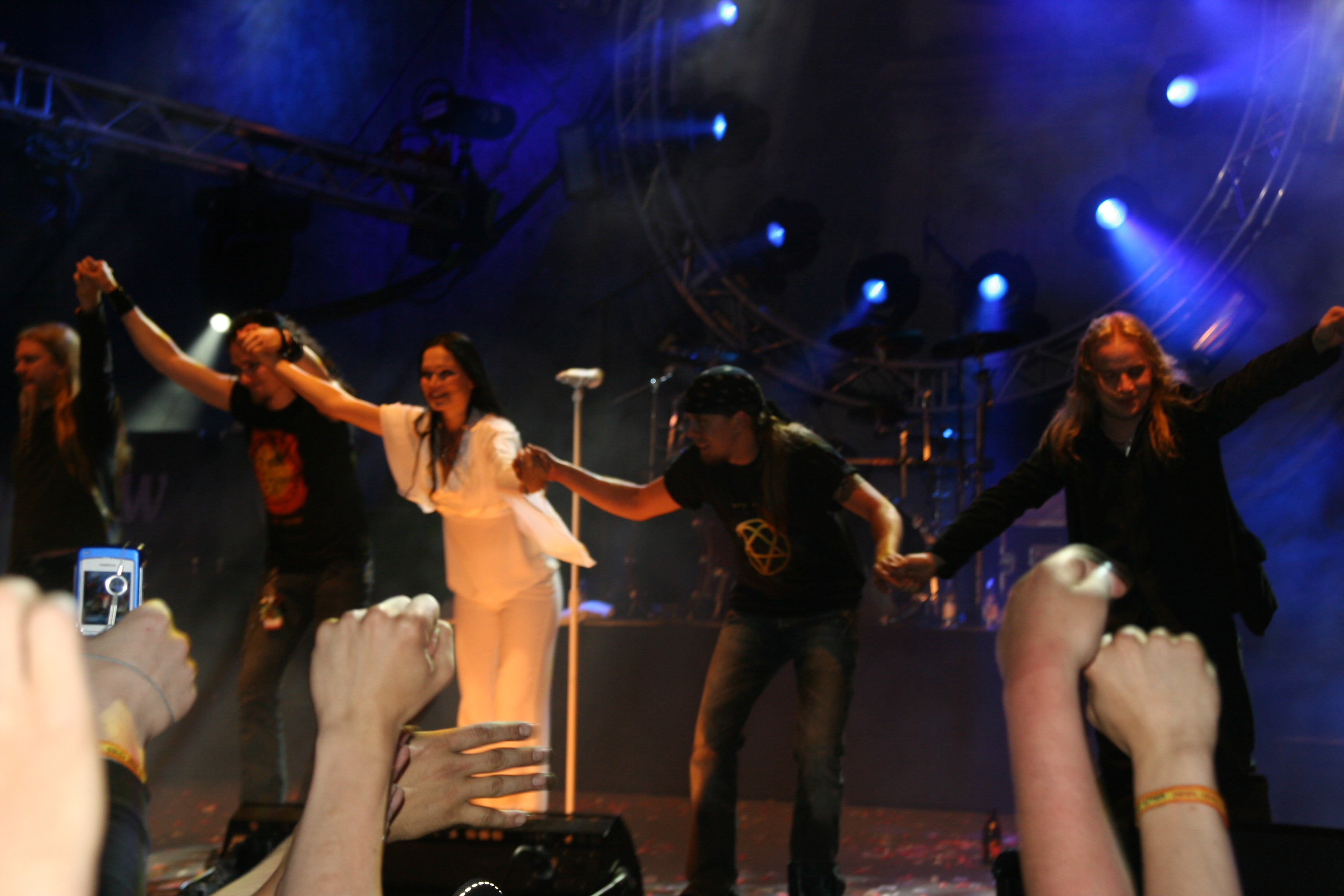
De gauche à droite : Marco Hietala, Tuomas Holopainen, Tarja Turunen, Jukka Nevalainen et Emppu Vuorinen, formation du groupe de 2002 à 2005.

### Membres
- Tarja Turunen - chants
- Tuomas Holopainen - claviers
- Emppu Vuorinen - guitare
- Marco Hietala - basse, chant sur les pistes 3, 5, 8, 9 et backing vocals sur les pistes 4 et 10
- Jukka Nevalainen - batterie, percussion

### Musiciens de sessions
- Joensuu City Orchestra — orchestre
- Juha Ikonen — premier violon
- Riku Niemi — chef d'orchestre et de chœur, arrangements et production orchestraux et chorals
- Mongo Aaltonen — percussion orchestral
- St. Thomas Chorus d'Helsinki — chœur
- Hilkka Kangasniemi — chef de chœur
- GME choir — bruit supplémentaire
- Sam Hardwick — narration sur Bless the Child et Beauty Of The Beast
- Kristiina Ilmonen — tin whistle

### Crédits supplémentaires
- Tero « TeeCee » Kinunen — production
- Mikko Karmila — enregistrement, mixage
- Mika Jussila — mastering
- Veijo Laine — production et arrangements orchestraux et chorals
- Terhi Kallio — ingénieur du son pour l'orchestre
- Tuomas Holopainen — direction artistique
- Markus Mayer — pochette d'album
- Spelltone — mise en page
- Hilkka Kangasniemi — chef de chœur

## Classements et certifications
| Pays      | Chart              | Meilleure position | Réf    |
| --------- | ------------------ | ------------------ | ------ |
| Allemagne | GfK Entertainment  | 5                  | ,      |
| Autriche  | Ö3 Austria Top 40  | 15                 | [ 49 ] |
| France    | SNEP               | 32                 | [ 51 ] |
| Finlande  | Mitä hittiä        | 1                  | ,      |
| Norvège   | VG-lista           | 19                 | [ 50 ] |
| Pays-Bas  | Dutch Top 40       | 41                 | [ 53 ] |
| Suède     | Sverigetopplistan  | 39                 | [ 52 ] |
| Suisse    | Swiss Music Charts | 50                 | [ 54 ] |

| Pays             | Certification | Ventes certifiées |
| ---------------- | ------------- | ----------------- |
| Allemagne (IFPI) | Or            | 150 000           |
| Finlande (IFPI), | 2 × Platine   | 86 072            |